# Кавказский край

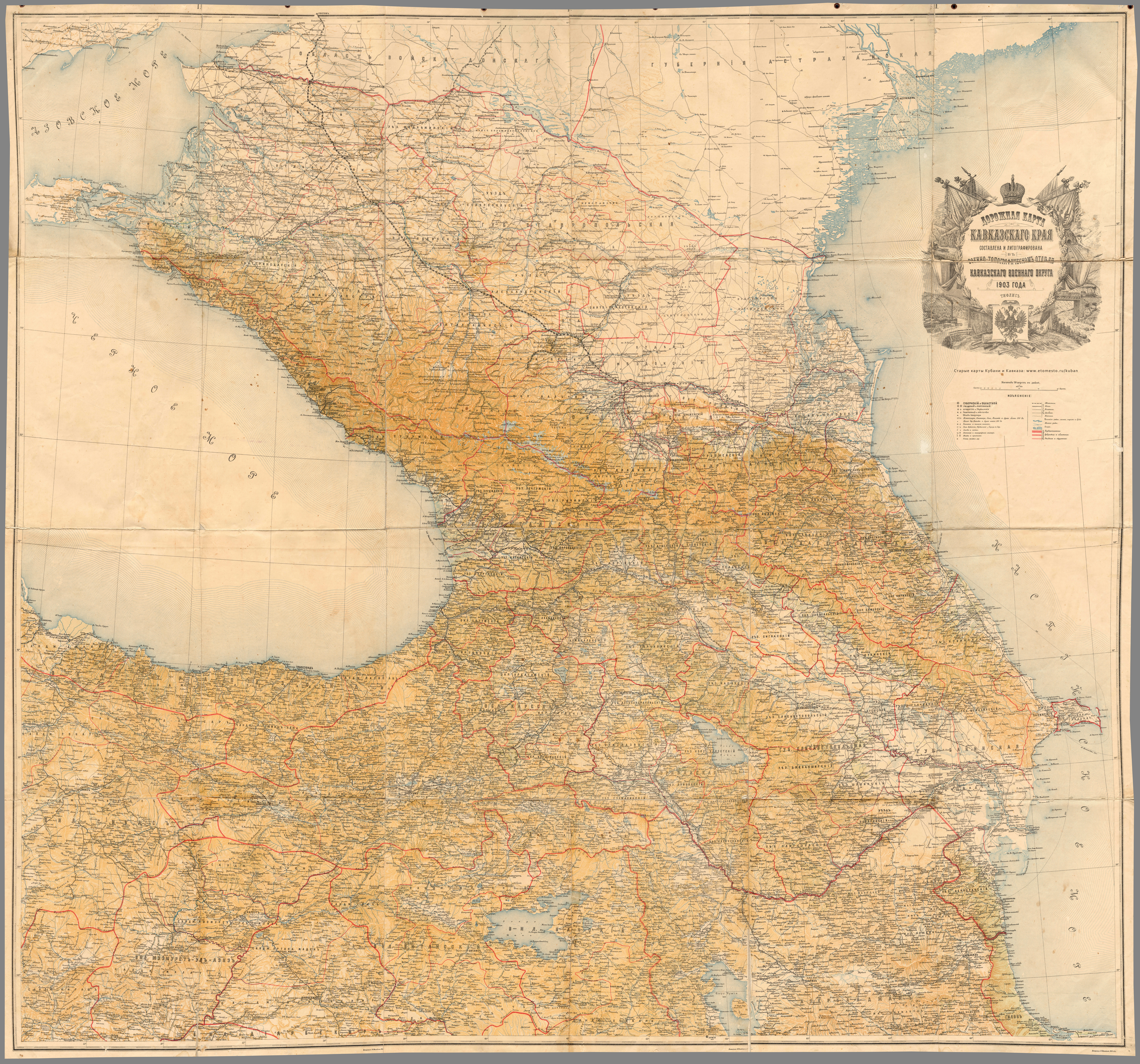
Карта Кавказского края в 1903 году.

Кавказский край — официальное наименование обширной страны на Кавказе, находившейся под суверенитетом Российской империи как её окраинная территория.
С 1844 по 1882 во главе Кавказского края стоял наместник, в 1882—1905 гг. — главноначальствующий гражданской частью на Кавказе (одновременно занимал должности командующего войсками Кавказского военного округа и войскового наказного атамана всех Кавказских (Кубанского и Терского) казачьих войск) и в 1905—1917 гг. — снова наместник. Центром края считался Тифлис.

## География
Кавказский край располагался (под 46½—38½° сев. шир. и 37°20'—50°20' вост. долг. от Гринвича) между Чёрным (с Азовским) и Каспийским морями (Кавказский или Понто-Каспийский, перешеек) граничащая на юге с Турцией и Персией а на севере — с остальной Европейской Россией (Астраханской губернией и Областью Войска Донского).

### Северная граница
Северная граница края начинаясь у впадения реки Еи в Ейский лиман Таганрогского залива Азовского моря, проходила этой реке, притоку её Куго-Ее, среднему Егорлыку, оз. Манычу, рекам западным и востным Манычам и реке Гейдуку, впадающему в залив Каспийского моря, известный под названием Кумского прорана, или култука.

### Южная граница
Южная граница Кавказского края совпадала с государственной границей России с Турцией и Персией. Она начиналась на западе, на берегу Чёрного моря, у мыса Коп-мыш, 26 в. к ЮЗ от г. Батума; и, направляясь по отрогам Понтийского хребта на Ю и ЮВ, пересекает р. Чорох несколько выше г. Артвина и р. Ольты-чай выше г. Ольты, проходит по отрогам Саганлугского хребта, пересекает р. Аракс и вступает у вершины Кеса-даг на водораздельный хребет Эгри-даг, или Шах-иол-даг, отделяющий бассейны Аракса и Евфрата (Мурад-чай). Направляясь далее на В по гребню названного хребта, граница с Турцией проходит через вершину Большого Арарата и спускается в седловину (Сардар-булак) между ним и Малым Араратом. Общее протяжение границы К. края с Турцией — 521 1/2 в.

## Административное деление
В состав края входили следующие губернии, области и округа:
- Ставропольская губерния (до 1899)
- Терская область
- Кубанская область
- Черноморский округ и позднее Черноморская губерния
- Кутаисская губерния и выделенный из неё Сухумский округ
- Тифлисская губерния и выделенный из неё Закатальский округ
- Эриванская губерния
- Бакинская губерния
- Елисаветпольская губерния
- Дагестанская область
- Карсская область

## Галерея

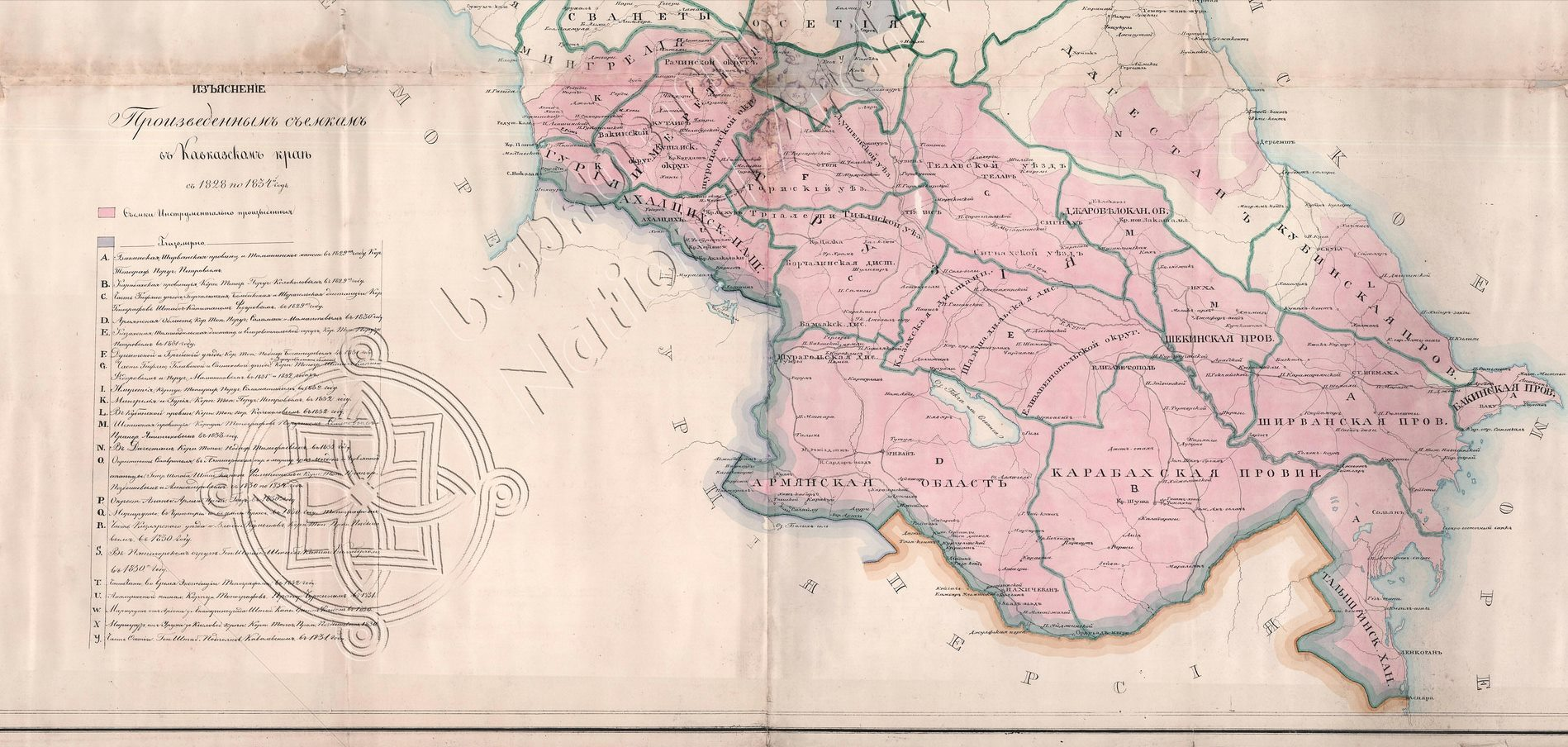
Карта Кавказского края в 1834 году
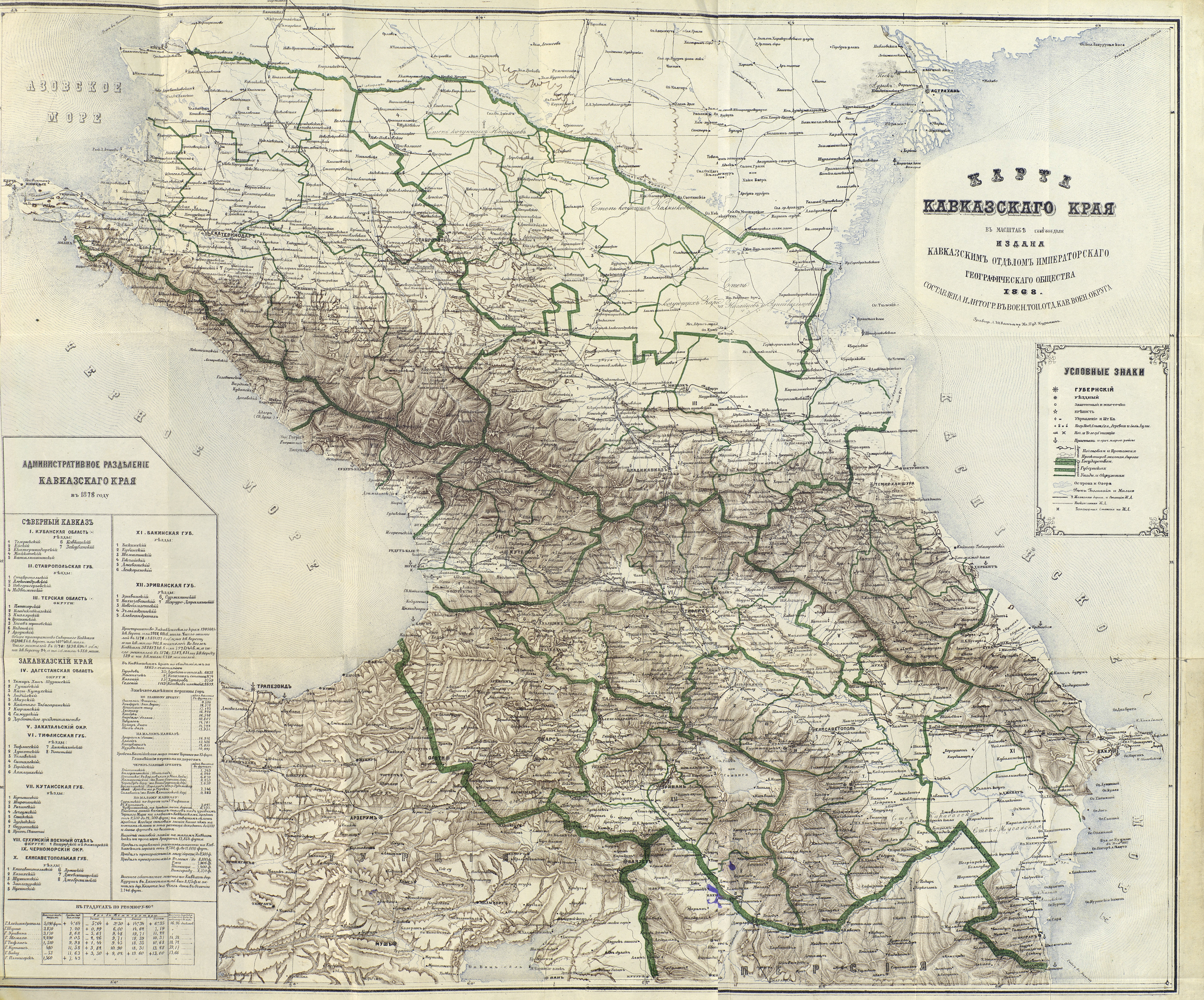
Карта Кавказского края, изданная Кавказским отделом Императорского географического общества в 1878 году
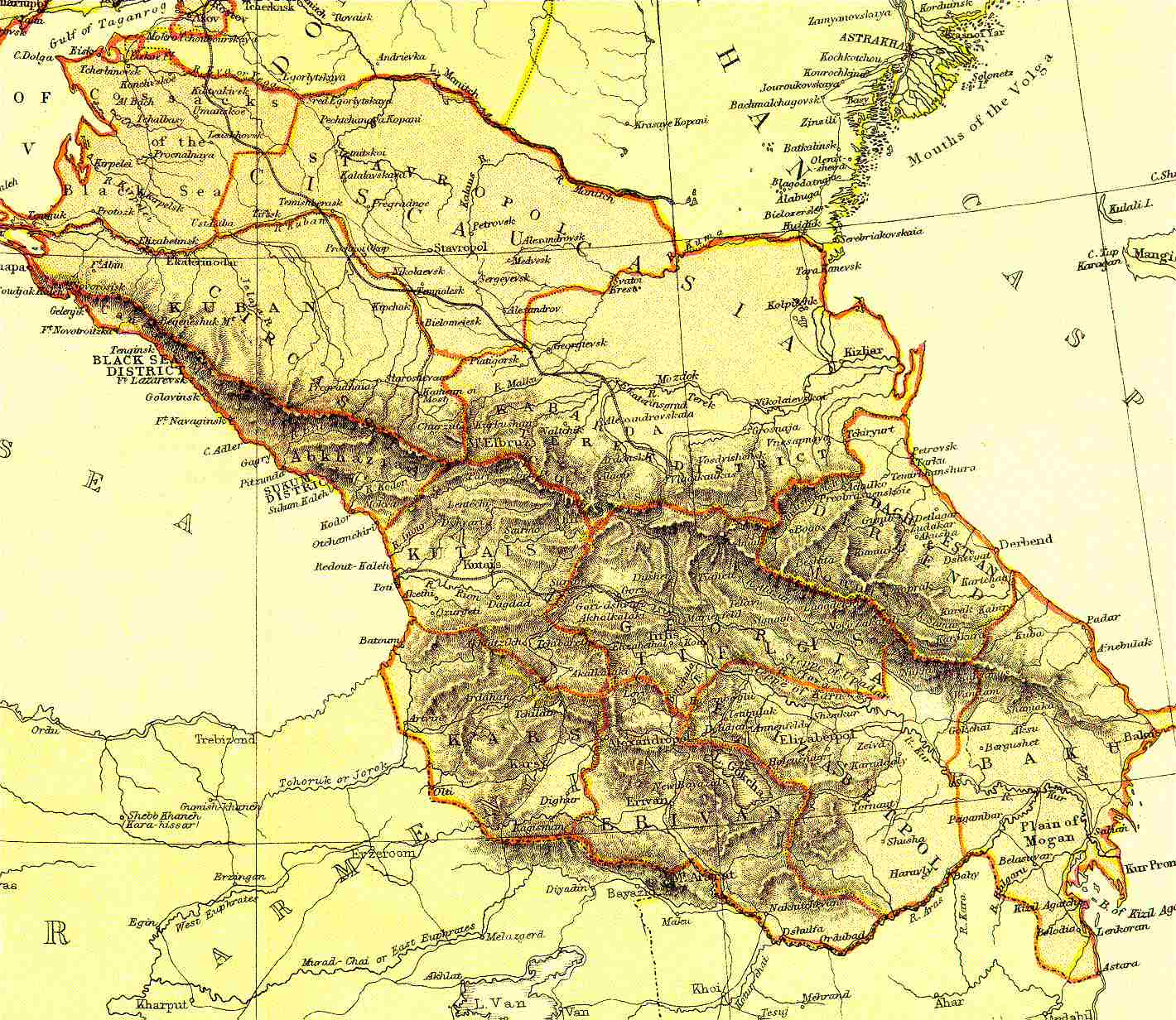
Карта Кавказского края 1882 года